# Yepoella
Yepoella Galiano, 1970 è un genere di ragni appartenente alla Famiglia Salticidae.

## Distribuzione
L'unica specie oggi nota di questo genere è stata rinvenuta in Argentina

## Tassonomia
A dicembre 2010, si compone di una specie:
- Yepoella crassistylis Galiano, 1970[2] — Argentina

### Specie trasferite
- Yepoella tenuistyli Galiano, 1970; trasferita al genere Theriella Braul & Lise, 1996 con la denominazione di Theriella tenuistyla (Galiano, 1970) a seguito di uno studio degli aracnologi Braul e Lise del 1996[1].